# Lepus alleni
Lepus alleni (tên tiếng Anh: Antelope jackrabbit) là một loài động vật có vú trong họ Leporidae, bộ Thỏ. Loài này được Mearns mô tả năm 1890.

## Hình ảnh

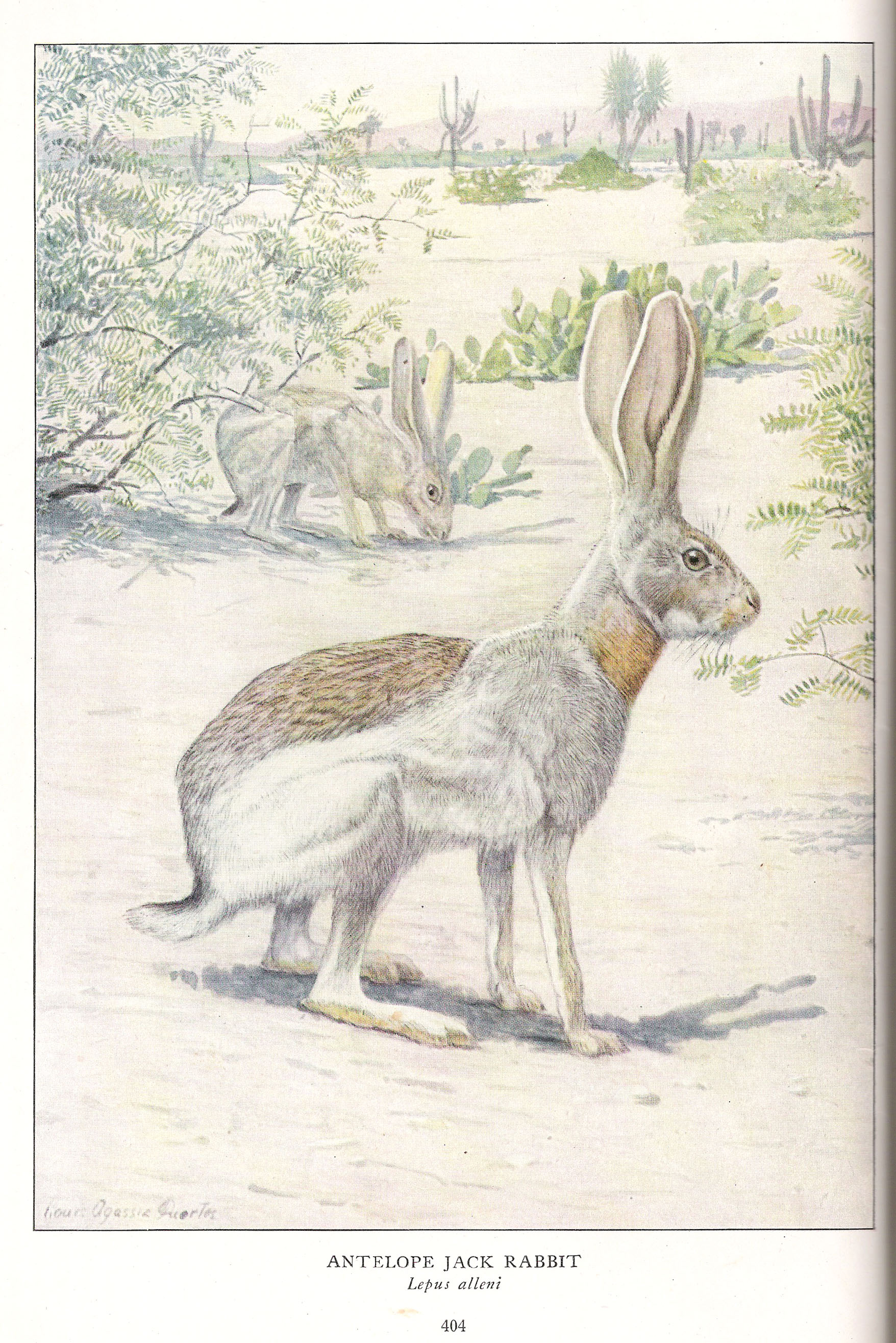
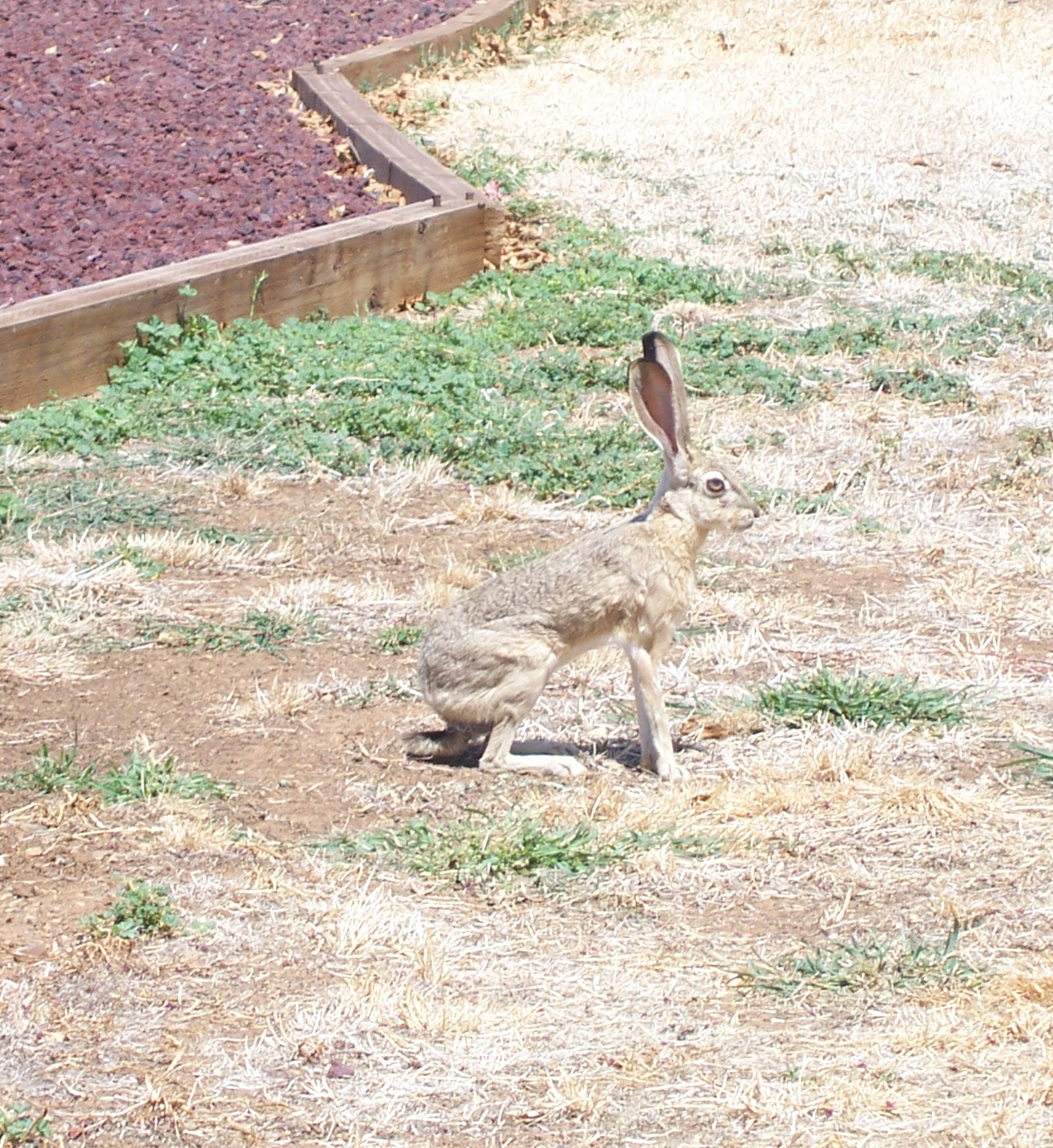
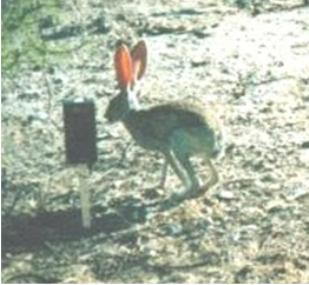
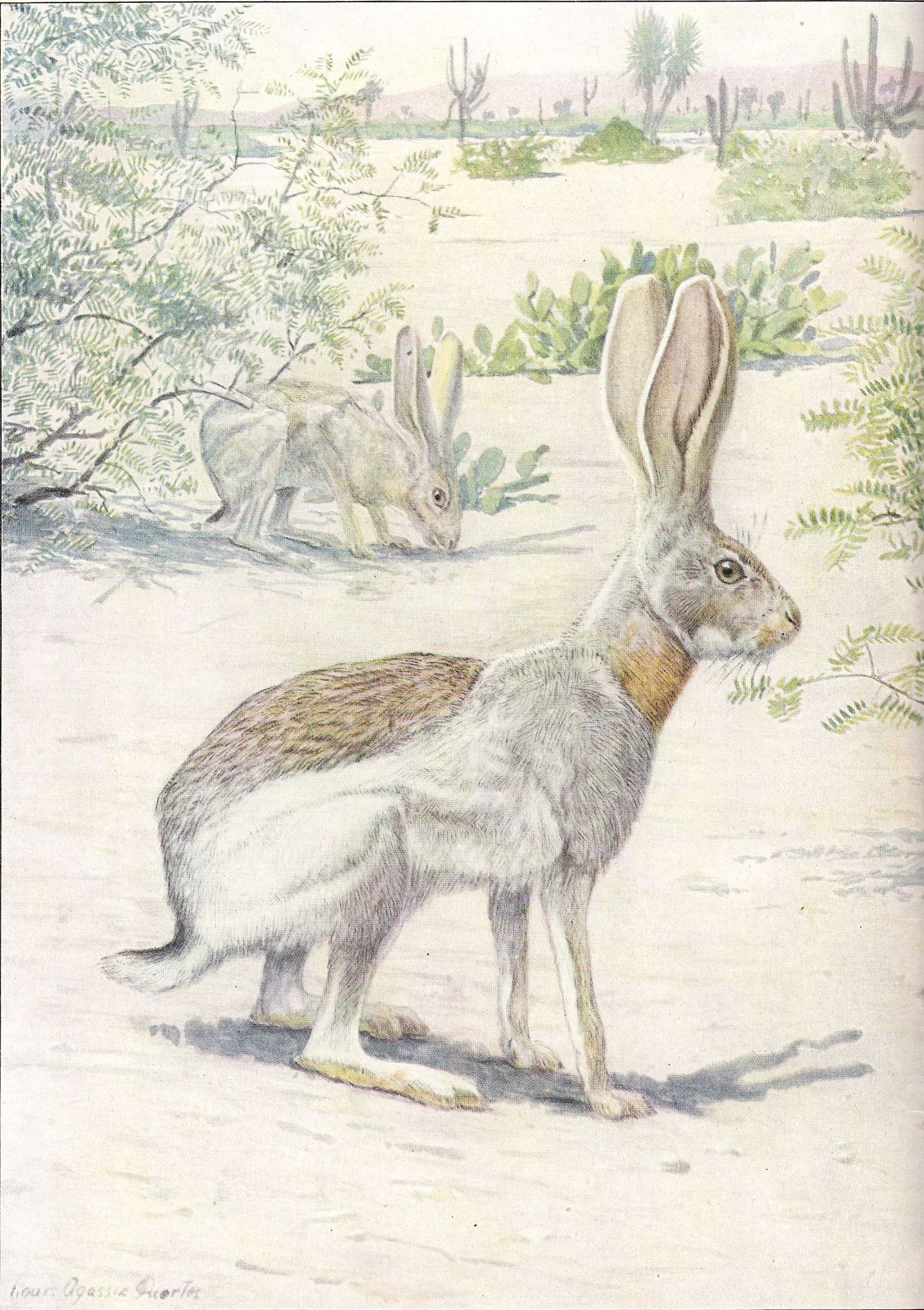